# (15203) Grishanin
(15203) Grishanin est un astéroïde de la ceinture principale.

## Description
(15203) Grishanin est un astéroïde de la ceinture principale. Il fut découvert le 26 septembre 1978 à Naoutchnyï par Lioudmila Jouravliova. Il présente une orbite caractérisée par un demi-grand axe de 2,43 UA, une excentricité de 0,19 et une inclinaison de 2,7° par rapport à l'écliptique.

## Compléments